# 传统权威
传统型权威（英語：traditional authority）是指依靠传统（习惯）的“合理性”和神圣性而实现其“统治”的权威，其最常见的权力合法性理由为权力一直都是这样并且一直都存在。传统型权威出自德国社会学家韦伯马克斯·韦伯在《经济与社会》一书中提出的“三种统治分类”之一，其他两种是魅力型权威和法理型权威。在韦伯看来，传统型权威的基础在于相信常规和传统的合理性。
在传统型权威下，统治者权力归因于人民对传统的信仰，统治权力基础来自历史悠久的习俗与传统，重大决策与行动往往依循成规，其正当性来自于遵守传统所延伸的权威。传统型权威源自长久确立的模式，赋与民众或团体合法的社会权力；权力行使来自人民对传统的信仰与遵从，与领导者个人特质无关，皇位与世袭爵位就是典型的例子。